# Bunica Bate Doba
«Bunica Bate Doba» — пісня молдавського гурту Здоб ші Здуб, видана як сингл 2005 року. Пісня дебютувала на конкурсі Євробачення 2005 і посіла 6 місце у фіналі, набравши 148 балів. До пісні було відзнято відеокліп.

## Відеокліп
Відео було відзняте та презентоване у Молдові 2005 року. На відео показано гурт Здоб ші Здуб, що грає на фоні прапорів різних держав. Також показано бабць з різних країн, які грають на барабані у різних місцях світу.